# Свалявка
Сваля́вка —  село в Україні, в Перечинському районі Закарпатської області.

## Історія
Село Свалявка Перечинського району лежить перед Свалявським перевалом. Назва походить від потічка Свалявського, який там протікає. Поселення з такою назвою вперше зустрічається в податкових даних з 1582 року, було найбільш східним володінням Невицької замкової домінії. 1588 року взято на облік тільки одне селянське господарство, що володіло четвертиною наділу й оподаткуванню не підлягало. Згодом сюди переселилося кілька нових родин. З XVII ст. про село нема жодної згадки – чи селяни покинули село, чи вимерли.
Тепер тут проживає 240 чоловік у 44 хатах, з них у 12 – українці, а в інших – волохи. Підпорядковується село Тур’є-Бистрянській сільраді. 

## Релігія
храм  св. арх. Михайла. 1991.
Дерев’яна каплиця, що увінчувала стрімкий берег у центрі села, належала до групи малих церков початку XX ст. Споруджена 1910 р. або 1911 р.
У 1929 р. зображення каплиці потрапляє в альбом чеського дослідника Б. Вавроушка “Церковні пам’ятки на Підкарпатській Русі”. Каплиця стояла в селі до 1991 р., не зазнавши жодних змін.
У 1991 р. її оббили дошками і перекрили бляхою, а ще через рік вона стала вівтарною частиною новозбудованої дерев’яної церкви.
У травні 1998 р. дерев’яну вівтарну частину розібрали, а натомість спорудили муровану. Так закінчила вона своє існування. Так закінчила своє існування своєрідна архітектурна пам’ятка. Протягом довгого часу це була єдина греко-католицька церква у тій частині Тур’янської долини.

## Населення
Згідно з переписом УРСР 1989 року чисельність наявного населення села становила 145 осіб, з яких 80 чоловіків та 65 жінок.
За переписом населення України 2001 року в селі мешкали 162 особи.

## Туристичні місця
-  храм  св. арх. Михайла. 1991.
- перевал

### Мова
Розподіл населення за рідною мовою за даними перепису 2001 року:
| Мова            | Кількість | Відсоток |
| --------------- | --------- | -------- |
| українська      | 160       | 98.76%   |
| російська       | 1         | 0.62%    |
| інші/не вказали | 1         | 0.62%    |
| Усього          | 162       | 100%     |